# Modest Vegas Vegas
Modest Vegas Vegas, Modesto Vegas Vegas (ur. 24 lutego 1912 w La Serna, zm. 27 lipca 1936 w Llisa of Amunt) – hiszpański błogosławiony Kościoła katolickiego. 

## Życiorys
Rozpoczął nowicjat w Granollers. Ukończył studia z filozofii i teologii w Osimo we Włoszech, gdzie w 1934 roku otrzymał święcenia kapłańskie. Potem wrócił do rodzinnej miejscowości. Tam sprawował swoją posługę kapłańską. W czasie wojny domowej w Hiszpanii schronił się w domu swoich przyjaciół. W dniu 27 lipca 1936 roku został odnaleziony i pojmany, następnie doprowadzono go do Llisa Amunt koło Barcelony, gdzie został zastrzelony. Miał 24 lata.
Beatyfikował go w grupie Józef Aparicio Sanz i 232 towarzyszy Jan Paweł II 11 marca 2001 roku.